# 大观乡 (南充市)
大观乡，是中华人民共和国四川省南充市嘉陵区曾经下辖的一个乡。2019年10月，撤销大观乡，将其所属行政区域划归一立镇管辖。

## 行政区划
大观乡撤销前下辖以下地区：
大观坝村、酸枣垭村、蒋氏祠村、灵水堰村、蒲马院村、何家沟村、牛郎坝村、弋家堰村、彭寺镇村和旧舍沟村。